# 刘敏如
刘敏如（1933年5月—），女，汉族，四川成都人，中国中医学家，成都中医药大学教授，享受国务院政府特殊津贴专家，中华中医药学会顾问，第二届国医大师，中国农工民主党中央委员会常务委员，第八、九届全国政协委员。